# Токмаков-Звенигородский, Василий Иванович (воевода)
Князь Василий Иванович Токмаков-Звенигородский — голова, наместник и воевода во времена правления Ивана IV Васильевича Грозного. Рюрикович в XX колене.
Сын князя и наместника двинского (1532) Ивана Васильевича Ноздреватого по прозванию Токмак, родоначальника князей Токмаковы-Звенигородские. Имел брата князя и окольничего Юрия Ивановича и сестру княжну (имя неизвестно) Ивановну — жена князя Андрея Дмитриевича Дашкова (1546).

## Биография
Состоял по Коломне во 2-й статье и пожалован в московские дворяне (1550). В походе на Луговых черемисов 1-й воевода Сторожевого полка (сентябрь 1554). При походе Государя к Коломне голова в Царском полку (1555). Воевода в Карачеве (1556). В походе Государя в Серпухов, состоял головою для посылок в царском полку (июнь 1556). Наместник в Путивле (1556-1558). Воевода на Псле (1559).
По родословной росписи показан бездетным.